# Dicranomyia (Dicranomyia) ohlini
Dicranomyia (Dicranomyia) ohlini is een tweevleugelige uit de familie steltmuggen (Limoniidae). De soort komt voor in het Neotropisch gebied.